# Saudiyar
Saudiyar (nep. साउदियार) – gaun wikas samiti w zachodniej części Nepalu w strefie Rapti w dystrykcie Dang Deokhuri. Według nepalskiego spisu powszechnego z 2001 roku liczył on 1717 gospodarstw domowych i 10920 mieszkańców (5643 kobiet i 5277 mężczyzn).